# Sint-Huibrechts-Hern
Sint-Huibrechts-Hern (Limburgs: Jen) is een dorp in de Belgische provincie Limburg, en een deelgemeente van Bilzen-Hoeselt. Het was een zelfstandige gemeente tot het bij de fusie van 1977 toegevoegd werd aan de gemeente Hoeselt, dat in 2025 opging in Bilzen-Hoeselt.
Sint-Huibrechts-Hern ligt ten zuiden van Hoeselt en ten westen van de weg van Bilzen naar Tongeren. Het is een Haspengouws landbouwdorp met vooral fruitteelt dat zich stilaan ontwikkelde tot een woondorp. Ook het gehucht Vrijhern, dat in 1977 door Riksingen werd afgestaan, behoort tot de deelgemeente Sint-Huibrechts-Hern. Kerkelijk bleef Vrijhern evenwel tot de parochie Riksingen behoren.

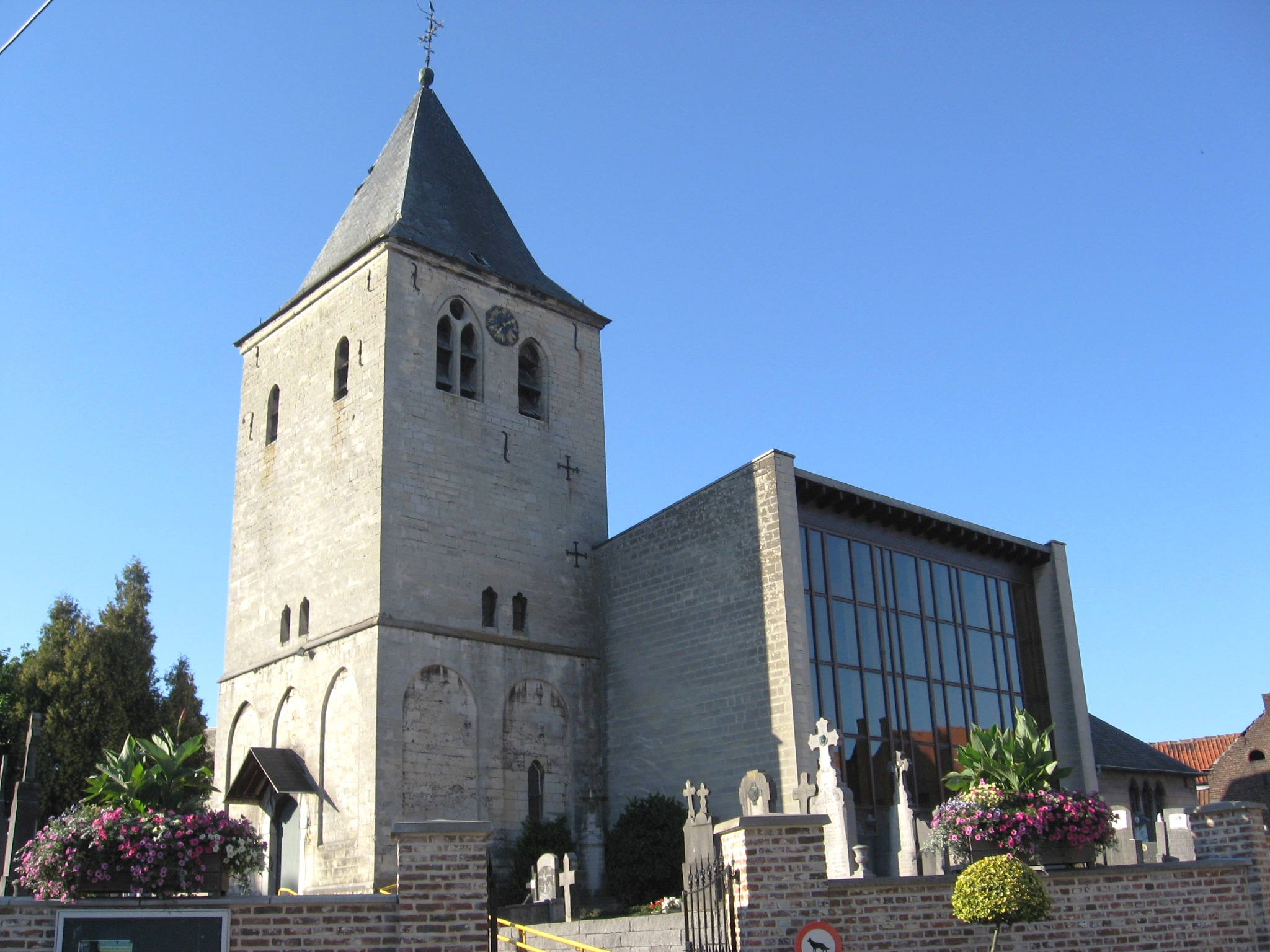
De Sint-Hubertuskerk

## Demografische ontwikkeling
- Bronnen:NIS, Opm:1831 tot en met 1970=volkstellingen; 1976 = inwoneraantal op 31 december

## Bezienswaardigheden
- De Sint-Hubertuskerk heeft een toren en een koor uit de tweede helft van de 13e eeuw. De toren en het koor werden in 1938 beschermd als monument. Het schip werd in 1904 afgebroken en vervangen door een driebeukig schip dat in 1965 op zijn beurt opnieuw vervangen werd door een modern schip.
- De Sint-Hubertuskapel uit 1812 die een wegkruis verving. De kapel werd beschermd als monument in 2001.
- Het Kasteel van Hardelingen
- De Sint-Annakapel te Vrijhern, uit 1653
- De Kluis van Vrijhern in het gehucht Vrijhern. De kapel van de kluis werd in 1710 gebouwd naar het voorbeeld van het Heilig Huisje van Nazareth in het Italiaanse bedevaartsoord Loreto. Onze-Lieve-Vrouw van Loreto wordt nog steeds vereerd in de kapel.

## Natuur en landschap
Sint-Huibrechts-Hern is gelegen in vochtig-Haspengouw. Ten oosten van de kom ligt een bosachtig gebied. De hoogte varieert van 70 tot 112 meter. Zie verder onder Vrijhern.

## Nabijgelegen kernen
Vrijhern, Schalkhoven, Werm, Vliermaal